# Cruiser's Game
Cruiser's Game（クルーザーズ・ゲーム）は、DDTプロレスリングのブランドによるクルーザー級選手を中心としたプロレス興行。

## 歴史
- 2005年5月、MIKAMIのプロデュースによるウェイトがヘビー級とジュニアヘビー級に区別されるならクルーザー級という新しい世界を作っていこうと設立。体重上限値についてはMIKAMI曰く「特に拘りなし」。
- 6月21日、Club atomで旗揚げ戦を開催。
- 2011年3月6日、新木場1stRING大会を最後に活動停止。
- 2013年6月2日、新木場1stRINGで約2年ぶりに復活興行「TOP OF THE DRAMATIC CRUISERトーナメント」を開催して高岩竜一が優勝。

## 主要参戦選手
- MIKAMI